# Кейтон-Джонс, Майкл
Майкл Кейтон-Джонс (англ. Michael Caton-Jones; род. 1957) — британский кинорежиссёр и продюсер, работающий как в Великобритании, так и в США. Родился 15 октября 1957 года в Бруксбурне (Шотландия). Наиболее известны поставленные им фильмы «Скандал», «Шакал» и «Основной инстинкт 2».

## Биография
Майкл Джонс родился в городке Бруксбурн, недалеко от Эдинбурга, Шотландия. Учёбу начал в католической школе в соседнем городе Батгейт, но в возрасте 15 лет прервал образование, не получив аттестата. Образование продолжил в Национальной школе кино и телевидения (англ. National Film and Television School) в Лондоне. Уже в процессе обучения был замечен продюсерами BBC и назначен вторым режиссёром трёхсерийного триллера «Brond».
Режиссёрский дебют Майкла Джонса состоялся в 1989 году. Фильм «Скандал» был основан на реальных событиях и рассказывал о раскрытой сексуальной интриге министра военного ведомства Великобритании Джона Профьюмо. Откровенный фильм был встречен крайне негативно, и Майкл Джонс предпочёл уехать в США. После прибытия в Голливуд у режиссёра следует период исканий. В 1990 году Майкл Джонс снял военную драму «Мемфисская красотка» (англ. Memphis Belle) об американских лётчиках во Второй мировой войне, а в 1991 году совершенно другой по настроению фильм – лёгкую комедию «Доктор Голливуд». Последующие фильмы Майкла Кейтон-Джонса относятся к самым различным направлениям современного кино: психологическая драма «Жизнь этого парня» (1993), историческая сага «Роб Рой» (1995), остросюжетная картина «Шакал» (1997).
Майкл Кейтон-Джонс не смог стать коммерчески успешным режиссёром. Наиболее ожидаемый и рекламируемый из его фильмов – «Основной инстинкт 2» – при бюджете в 70 млн долларов собрал в прокате только чуть более половины этой суммы. Более того, этот фильм был представлен в семи номинациях на премию «Золотая малина» и получил 4 из них (худший фильм, худший сиквел, худший сценарий, худшая актриса (Шэрон Стоун)).
После этого Кейтону-Джонсу больше не предлагали серьёзных бюджетов. В 2012 году режиссёр снял телевизионный исторический мини-сериал «Мир без конца» об Англии XIV века.

## Личная жизнь
Первой женой Майкла Джонса стала Беверли Кейтон. По совместному решению Майкл и Беверли объединили фамилии и стали именоваться Кейтон-Джонсами. У них родилась дочь — Дейзи. В настоящее время брак расторгнут. От второго (гражданского) брака с Лорой Видерман Майкл Кейтон-Джонс имеет дочь.

## Фильмография
- 1989 — Скандал / англ. Scandal
- 1990 — Мемфисская красотка / (англ. Memphis Belle)
- 1991 — Доктор Голливуд / (англ. Doc Hollywood)
- 1993 — Жизнь этого парня / (англ. This Boy's Life)
- 1995 — Роб Рой / (англ. Rob Roy)
- 1997 — Шакал / (англ. The Jackal)
- 2002 — Последнее дело Ламарки / (англ. City by the Sea)
- 2005 — Отстреливая собак / (англ. Shooting Dogs)
- 2006 — Основной инстинкт 2 / (англ. Basic Instinct 2)
- 2012 — Мир без конца (мини-сериал) / (англ. World Without End)
- 2015 — Urban Hymn
- 2018 — Asher